# Josef Peil
Josef Peil (* 23. Februar 1949 in Pleizenhausen) ist ein deutscher Pädagoge, Schriftsteller, Autor und Mundartdichter.

## Leben
Nach seinem Abitur 1968 in Simmern folgte das Pädagogikstudium mit den Fächern Deutsch und Geschichte in Koblenz. Ab 1974 bekam er eine Anstellung als Grund- und Hauptschullehrer in Blankenrath. Von 2003 bis zu seiner Pensionierung 2013 war Josef Peil Schulleiter der Grundschule Strimmiger Berg in Mittelstrimmig.
2014 initiierte Josef Peil in Zusammenarbeit mit dem Hunsrück-Museum Simmern das Dokumentationsprojekt O–Ton Hunsrück. Dieses Projekt hat das Ziel die aktuelle Alltagssprache (Hunsrückisch) im Hunsrück zu erhalten. Die Initiative versteht Mundart nicht nur als Sprache von gestern, sie will ihre Bedeutung auch in der Gegenwart bewahren und ihre Verwendung im Alltag fördern.
Josef Peil ist verheiratet und wohnt seit 1974 in Mastershausen.

## Werke
In Zeitungen, Periodika und Anthologien:
- Hunsrücker Mundart heute – Neue Texte aus Rheinland-Pfalz, 1981
- Literatur aus Rheinland-Pfalz – Band III Mundart, 1986
- Das rheinische Platt, Mundartdokumentation des Landschaftsverbandes Rheinland, 1989
- Su schwätze mir, Mundartanthologie der Verbandsgemeinde Bernkastel-Kues, 1992
- Das rheinische Mundartbuch, Gruppe Rheinischer Mundartschriftsteller Krefeld, 1996
- Mein Weihnachtsgedicht, Rheinzeitung, 1997
- Stimmen der Landschaft, Gruppe Rheinischer Mundartschriftsteller, 2002 und 2003
- Beiträge im Rhein-Hunsrück-Kalender

Eigenständige Veröffentlichungen:
- Herausgabe der ersten Anthologie der Autorengruppe Hunsrück Unter dem Schieferdach; Pandion Verlag Bad Kreuznach, 1983
- Mitautor und -redakteur bei Mastershausen – Geschichte einer Gemeinde; Gemeinde Mastershausen, 1984
- Fotodokumentation Unser Dorf und ein Jahrhundert; Gemeinde Mastershausen, 1989
- Außen rum und inne drin – Ein Lesebuch aus dem Hunsrück; Rhein-Mosel-Verlag, 1991
- Mitherausgeber von Albert Bauer: Der verlorene Grund Roman aus dem Hunsrück; Rhein-Mosel-Verlag, 1992
- ders. Hagen von Troneck; Rhein-Mosel-Verlag, 1995
- Streiflichter – Zeugnisse aus dem Leben der Stadt Kastellaun und ihrer Bewohner; Band 4 der Stadtchronik Kastellaun, 1996
- Knutschels Erich (Pseudonym): Nähliche Sprüch; Pandion Verlag, 2000
- Initiative zu und Mitwirkung bei Augenblicke – Von Kestilun nach Kastellaun; Band 8 der Stadtchronik Kastellaun, 2008
- Eich kann Pl@tt – Vun A wie Arwet bis Z wie zwerich; Buch + CD Eigenverlag, 2011
- Eich kann Pl@tt – Das hom-mer gere; Buch + CD Eigenverlag, 2013
- Herrgotts Routeplaner Die 10 Gebote uff Hunsrücker Platt; Medienverband der Evangelischen Kirche im Rheinland, 2013
- Hunsrücker Nawwi; Tintenfass-Verlag, 2016
- Vater unser uff Hunsrücker Platt; mit Horst Hörpel, Willi Müller-Schulte und Thomas Werner, Illustrationen von Margot Seibert. Kirchenkreis Simmern-Trarbach, 2017
- De klä Prinz; Tintenfass-Verlag, 2018
- Es ware moh. Märcher uff Hunsrücker Platt; Rhein-Mosel-Verlag, 2018
- So lewe se noch hout. Märcher uff Hunsrücker Platt; Bd. II, Rhein-Mosel-Verlag, 2019
- Die ersten 1000 Wörter in Hunsrücker Mundart Ein Wimmelbilderbuch; Tintenfass-Verlag, 2019
- Änfach frei laafe geloss; Rhein-Mosel-Verlag, 2020
- Wenn eich’s der sahn, das kannst de glaawe. Katechismus uff Hunsrücker Platt; mit Horst Hörpel, Willi Müller-Schulte, Thomas Werner und Katharina Dolinger. Illustrationen von Gerhard Mester. Kirchenkreis Simmern-Trarbach; 2021
- Ida Conrath. De Hunsrick is mei Welt, Ihre schönsten Gedichte und Erzählungen; mit Wilfried Theiß. Rhein-Mosel-Verlag

Textübertragungen in Hunsrücker Mundart:
- Aus dem Schwäbischen: Der Vogel lässt das Singen nicht; Theaterstück von Alfred Weitnauer.
- Aus dem Bayrischen: Weihnachtsgeschichte; von Ludwig Thoma.
- Knecht Ruprecht und anderen ausgewählten Bibeltexten.

## Mitwirkungen
In verschiedenen Medien:
- Mitwirkung in der Fernsehserie Heimat als Dorfschullehrer in Schabbach
- Mundartdokumentation des Landschaftsverbandes Rheinland Die Stroß erop, die Stroß eraf; WDR, 1989
- SW3 Filmbericht Mir wolle eich ebbes verzehle; 1990
- SWR4, Morgenläuten in Mastershausen; 1995
- Vorstellung im Rundfunkinterview: SWR 1994 und 2013, Saarländischer Rundfunk 1996, 2012 und 2013
- Live-Interview in der SWR-Landesschau 2012, 2013, 2014 und 2017
- Beitrag für die SWR-Landesschau Sendung Hierzuland aus Mastershausen am 21. Februar 2014
- Mundartszenen beim Fernsehen SW3 mit Eva Maria Schneider 1995
- Seit 1996 regelmäßige Beiträge in Literamus-Trier
- Mehrere Beiträge in paraple; Literaturzeitschrift in Francais, Deutsch, Platt, Bouzonville
- Teilnehmer beim 21. Mundartsymposium des Saarländischen Rundfunks und des Landkreises St. Wendel, 2013
- In der SWR Reihe Fahr mal hin; Mir schwätze Platt, 2015[4]

## Initiativen
- Initiator der Autorengruppe Hunsrück
- Mitglied im Kulturbeirat des Rhein-Hunsrück-Kreises; 1989–1993
- Organisation der Mundartlesung bei den Kreiskulturtagen in Kastellaun; 1993
- Mitglied der Gruppe rheinischer Mundartschriftsteller; 1996–2005

## Preise
- Preisträger beim Traben-Trarbacher Pegasus 1988, 1991 und 1995.
- Ehrenpreis beim Wettbewerb um den Bad Kreuznacher Schambes-Klappergässer – Preis für heimische Mundart des Öffentlichen Anzeigers, 1991

## Weblink
- Eich kann Pl@tt